# Giro de Italia 1949
La 32.ª edición del Giro de Italia se disputó entre el 21 de mayo y el 12 de junio de 1949, con un recorrido de 19 etapas y 4088 km, que el vencedor completó a una velocidad media de 32,566 km/h. El inicio y final de la carrera cambiaron por primera vez en muchos años, sustituyéndose el tradicional comienzo y final en Milán. Este año, la carrera comenzó en Palermo y terminó en Monza.
Tomaron la salida 102 participantes, de los cuales 65 terminaron la carrera. 
Fausto Coppi cimentó su tercera victoria en la ronda italiana en la decimoséptima etapa de la carrera, donde completó una épica etapa con cinco puertos de montaña por encima de los 1800 metros de altitud (con cimas tan famosas como el Col d'Izoard y Colle della Maddalena, entre otras) en la cual recorrió 192 km en solitario. Al término de la etapa con final en Pinerolo, Coppi había sentenciado el Giro. Aquel día, Bartali perdió casi doce minutos habiendo llegado en segunda posición. El resto de corredores empezaron a llegar diecinueve minutos después de Coppi.
Más tarde, ese mismo año, Coppi afrontó con éxito su primera participación en el Tour de Francia, lo que le convirtió en el primer ciclista en conseguir el doblete Giro-Tour.

## Equipos participantes
| Equipo             | Jefe de filas    |
| Wilier - Triestina | Luciano Maggini  |
| Atala              | Sergio Maggini   |
| Legnano            | Adolfo Leoni     |
| Ganna              | Pino Cerami      |
| Bartali            | Gino Bartali     |
| Bianchi            | Fausto Coppi     |
| Fiorelli           | Jean Goldschmidt |
| Bottecchia         | Mario Fazio      |

| Equipo    | Jefe de filas  |
| Frejus    | Silvio Pedroni |
| Cimatti   | Ezio Cecchi    |
| Viscontea | Aldo Ronconi   |
| Arbos     | Nedo Logli     |
| Edelweiss | Olimpio Bizzi  |
| Stucchi   | Fritz Schaer   |
| Benotto   | Luigi Casola   |

## Etapas
| Etapa | Recorrido                  | Km       | Ganador            | Líder           |
| 1.ª   | Palermo-Catania            | 261      | Mario Fazio        | Mario Fazio     |
| 2.ª   | Catania-Mesina             | 263      | Sergio Maggini     | Giordano Cottur |
| 3.ª   | Villa San Giovanni-Cosenza | 214      | Guido De Santi     | Giordano Cottur |
| 4.ª   | Cosenza-Salerno            | 292      | Fausto Coppi       | Giordano Cottur |
| 5.ª   | Salerno-Nápoles            | 161      | Serafino Biagioni  | Giordano Cottur |
| 6.ª   | Nápoles-Roma               | 233      | Mario Ricci        | Giordano Cottur |
| 7.ª   | Roma-Pésaro                | 298      | Adolfo Leoni       | Mario Fazio     |
| 8.ª   | Pésaro-Venecia             | 273      | Luigi Casola       | Mario Fazio     |
| 9.ª   | Venecia-Udine              | 249      | Adolfo Leoni       | Adolfo Leoni    |
| 10.ª  | Udine-Bassano              | 154      | Giovanni Corrieri  | Adolfo Leoni    |
| 11.ª  | Bassano-Bolzano            | 237      | Fausto Coppi       | Adolfo Leoni    |
| 12.ª  | Bolzano-Módena             | 253      | Oreste Conte       | Adolfo Leoni    |
| 13.ª  | Módena-Montecatini Terme   | 160      | Adolfo Leoni       | Adolfo Leoni    |
| 14.ª  | Montecatini Terme-Génova   | 228      | Vincenzo Rossello  | Adolfo Leoni    |
| 15.ª  | Génova-San Remo            | 136      | Luciano Maggini    | Adolfo Leoni    |
| 16.ª  | San Remo-Cuneo             | 190      | Oreste Conte       | Adolfo Leoni    |
| 17.ª  | Cuneo-Pinerolo             | 254      | Fausto Coppi       | Fausto Coppi    |
| 18.ª  | Pinerolo-Turín             | 65 (CRI) | Antonio Bevilacqua | Fausto Coppi    |
| 19.ª  | Turín-Monza                | 267      | Giovanni Corrieri  | Fausto Coppi    |

## Clasificaciones
| \| 1. \| Fausto Coppi \| Italia \| 125:25:50 \| \| 2. \| Gino Bartali \| Italia \| + 23' 47" \| \| 3. \| Giordano Cottur \| Italia \| + 38' 27" \| \| 4. \| Adolfo Leoni \| Italia \| + 39' 01" \| \| 5. \| Giancarlo Astrua \| Italia \| + 39' 50" \| \| 6. \| Alfredo Martini \| Italia \| + 48' 48" \| \| 7. \| Giulio Bresci \| Italia \| + 49' 14" \| \| 8. \| Serafino Biagioni \| Italia \| + 53' 14" \| \| 9. \| Nedo Logli \| Italia \| + 56' 59" \| \| 10. \| Silvio Pedroni \| Italia \| + 1h 02' 10" \| |                   |        |              |
| 1. | Fausto Coppi      | Italia | 125:25:50    |
| 2. | Gino Bartali      | Italia | + 23' 47"    |
| 3. | Giordano Cottur   | Italia | + 38' 27"    |
| 4. | Adolfo Leoni      | Italia | + 39' 01"    |
| 5. | Giancarlo Astrua  | Italia | + 39' 50"    |
| 6. | Alfredo Martini   | Italia | + 48' 48"    |
| 7. | Giulio Bresci     | Italia | + 49' 14"    |
| 8. | Serafino Biagioni | Italia | + 53' 14"    |
| 9. | Nedo Logli        | Italia | + 56' 59"    |
| 10. | Silvio Pedroni    | Italia | + 1h 02' 10" |

| \| 1. \| Fausto Coppi \| Italia \| - \| \| 2. \| Ezio Cecchi \| Italia \| - \| \| 3. \| Alfredo Pasotti \| Italia \| - \| |                 |        |   |
| 1. | Fausto Coppi    | Italia | - |
| 2. | Ezio Cecchi     | Italia | - |
| 3. | Alfredo Pasotti | Italia | - |

| \| 1. \| Wilier-Triestina \| Italia \| WIL \| - \| |                  |        |     |   |
| 1.                                                 | Wilier-Triestina | Italia | WIL | - |